# Комплементарность чёрных дыр
Комплементарность чёрных дыр — гипотеза, позволяющая разрешить информационный парадокс чёрных дыр, предложенная американскими физиками-теоретиками Леонардом Сасскиндом, Ларусом Торласиусом и голландцем Герардом т’Хоофтом.

## Суть проблемы
Применение квантовой теории к чёрной дыре состоит в том, что чёрная дыра постепенно испаряется благодаря излучению Хокинга. Если рассматривать свободное падение тела в чёрную дыру, масса её в результате этого увеличится на массу тела. Испарение чёрной дыры будет означать, что настанет такой момент, когда её масса уменьшится до первоначального значения (перед бросанием в неё тела). Таким образом, получается, что чёрная дыра превратила исходное тело в поток разнообразных излучений, при этом не изменившись (поскольку она вернулась к исходной массе). Испущенное излучение при этом совершенно не зависит от природы попавшего в неё тела. То есть чёрная дыра уничтожила попавшую в неё информацию. Но если рассмотреть то же самое для падения и последующего испарения квантовой системы, находящейся в каком-либо чистом состоянии, то — поскольку чёрная дыра сама не изменилась — получим преобразование исходного чистого состояния в «тепловое» (смешанное) состояние. Такое преобразование неунитарно, а вся квантовая механика строится на унитарных преобразованиях. Таким образом, возникает противоречие исходным постулатам квантовой механики, получившее название информационного парадокса.

## Решение информационного парадокса
Согласно принципу дополнительности (комплементарности) квантовой механики, для полного описания квантовомеханических явлений необходимо применять два взаимоисключающих («дополнительных») набора классических понятий, совокупность которых даёт исчерпывающую информацию об этих явлениях как о целостных. Например, в квантовой механике дополнительными являются пространственно-временная и энергетически-импульсная картины.
Л.Сасскинд, следуя этому принципу, предложил радикальное решение информационного парадокса, предположив, что есть два процесса в чёрных дырах, дополняющих друг друга в квантовомеханическом смысле.
Согласно гипотезе Сасскинда, информация отражается на горизонте событий и проходит через горизонт событий, при этом один наблюдатель не может наблюдать оба этих процесса одновременно. Для внешнего наблюдателя бесконечное замедление времени на горизонте событий приводит к тому, что объекту требуется бесконечное количество времени, чтобы достичь горизонта. Сасскинд также ввёл понятие «растянутого горизонта», который является мембраной, расположенной на расстоянии порядка планковской длины от горизонта событий. Для внешнего наблюдателя, падающая информация нагревает растянутый горизонт, который затем переизлучает её в качестве излучения Хокинга, при этом оставаясь цельным объектом. При этом со стороны падающего наблюдателя, на горизонте событий ничего особенного не происходит, и сам наблюдатель и информация попадают в сингулярность. Это не означает, что имеются две «копии» информации — одна в непосредственной близости от горизонта событий, а другая — внутри чёрной дыры. Наблюдатель может обнаружить информацию на самом горизонте событий или внутри чёрной дыры, но не обе одновременно.